# Gustaf Wilhelm Ladau

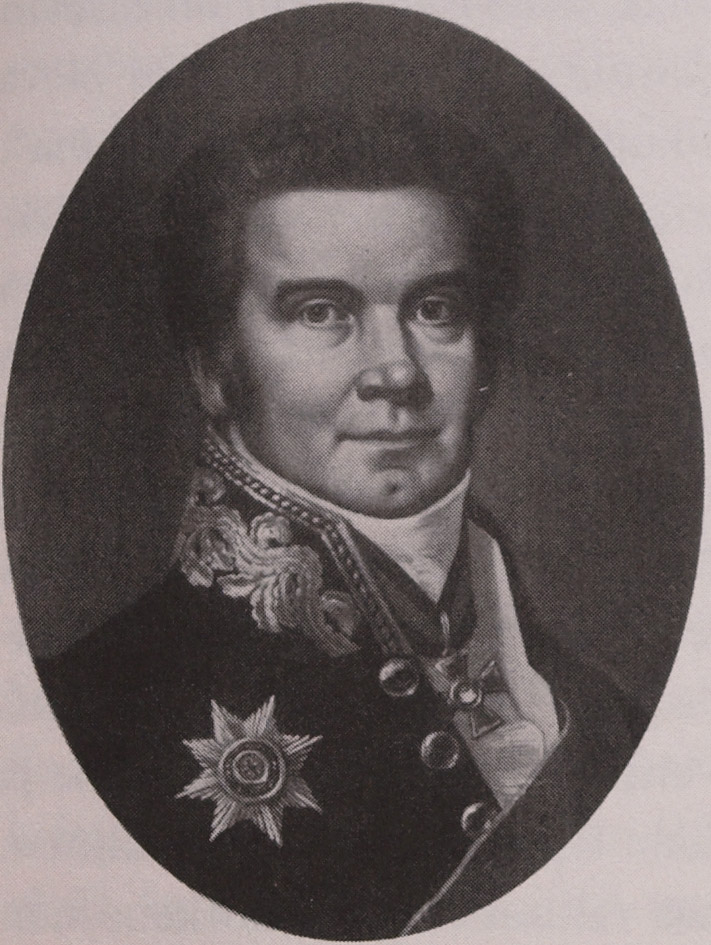
Gustaf Wilhelm Ladau

Gustaf Wilhelm Ladau, född 27 mars 1765, död 16 augusti 1833, var en svensk militär, Anjalaman och finsk-rysk ämbetsman.
Gustaf Wilhelm Ladau föddes som son till majoren vid Savolax infanteriregemente Fredrik Wilhelm Ladau och Anna Kristina Furumarck. Ladau hade tidigt som sin far och farfar gått in på den militära banan, och var stabsadjutant och kapten när 1788 års krig bröt ut. Han var en av konspiratörerna i Anjalaförbundet, men kunde ej gripas då han flydde över till Ryssland, han dömdes istället i sin frånvaro att mista liv, ära gods och adelskap, och hans namn skulle anslås på galgen i Stockholm, Åbo och Vasa. 
Utan tillgångar försökte han först försörja sig som handelsman, men det gick inte särskilt väl, och han tog istället anställning som förvaltare av greve Saltykoffs egendomar. Efter några års förlopp fick han en civil anställning i ryska statens tjänst, och därefter gick hans karriär snabbare. 1809 befordrades han till rysk-finskt hovråd. I det Finska kriget 1808-1809 tjänstgjorde han i Fredrik Vilhelm von Buxhövdens stab med majors grad. 1817 blev han verkligt statsråd. 1811 utnämndes Ladau till direktör för finska postverket. Senare blev han även ledamot av kejserliga finländska senaten och inregistrerades bland adelsmän på finska riddarhuset 1818. 1810 upphävdes den svenska dödsdomen mot honom. Han avled i Helsingfors 1833.
Ladau var 1804 första gången gift med Amalia Helena von Vegesack och andra gången 1817 med Fredrika Sofia Fock.